# Rielves
Rielves es un municipio y localidad española de la provincia de Toledo, en la comunidad autónoma de Castilla-La Mancha. El término municipal tiene una población de 859 habitantes (INE 2024).

## Toponimia
El término "Rielves" podría derivarse de la contracción de las palabras "río" y "albo" por lo que significaría río blanco.

## Geografía
El término municipal linda con los de Huecas, Villamiel de Toledo, Bargas, Toledo, Albarreal de Tajo, Gerindote y Barcience, todos de la provincia de Toledo.
Rielves es sitio de paso de Los Caminos de Santiago del Levante, a su paso entre Toledo y Ávila, estando el camino perfectamente señalizado. Aunque no existe albergue como tal, los peregrinos que así lo desean suelen hospedarse en la casa parroquial.

## Historia
Se ha hallado cimientos de unas antiguas termas romanas, datadas con probabilidad en el siglo III. También se encontraron una moneda de Wamba y una inscripción referida a San Vicente Mártir. Existen testimonios del siglo XII, pues entre 1175 y 1207, el monasterio de religiosas bernardas de San Clemente, de Toledo, tenía posesiones en esta villa. En 1752 la villa pertenecía al señorío de don Juan Francisco Melgarejo, marqués de Quiroba, y más tarde, en 1787, a Francisco Fernández de Madrid, canónigo de la catedral de Toledo.
Hacia mediados del siglo XIX la villa tenía contabilizada una población de 272 habitantes. Aparece descrita en el decimotercer volumen del Diccionario geográfico-estadístico-histórico de España y sus posesiones de Ultramar de Pascual Madoz de la siguiente manera:

RIELVES: v. con ayunt. en la prov. y dióc. de Toledo (3 leg.), part. jud. de Torrijos (1), aud. terr. de Madrid (12), c. g. de Castilla la Nueva. sit. en llano, á la márg. del arroyo de su nombre; es de clima templado, reinan los vientos E. y O. y se padecen inlermitentes, pulmonías y pleuresias: tiene 71 casas; la del ayunt. que tambien sirve de cárcel; pósito; escuela dotada con 1,100 rs. de los fondos públicos, á la que asisten 20 niños; igl. dedicada á Santiago Apóstol, con curato de entrada y provision ordinaria y una ermita, cuyo local sirve ahora para hospital y escuela. Se surte de aguas potables de una fuente en las inmediaciones, buena y abundante. Confina el térm. por N. con el de Huecas; E. Villamiel; S. Alba-real de Tajo; O. Torrijos, á dist. de 1/4 á 3/4 leg. y comprende 2,500 fan. de tierra roturada, 500 eriales y de prados, 1,500 olivas y uu pequeño monte de chaparros y retamas. Le baña el arroyo Rielves, que tiene á sus márg. algunos álamos. El terreno es desigual, de mediana calidad y con varios cerros al E. Los caminos vecinales; pasando por medio del pueblo el de Toledo á Talayera; el correo se recibe en Toledo por baligero, tres veces á la semana. prod.: trigo, cebada, garbanzos, algarrobas, poco vino y aceite; se mantiene ganado vacuno, lanar, y se cria caza menuda. pobl.: 63 vec., 272 alm. cap. prod.: 877,639 reales. imp.: 23,441. contr.: 13,840.
Hace unos 80 años que se hallaron en el térm. de este pueblo á 1/2 leg., unos solares, cuyos pavimentos eran de hermosos mosáicos y bellos coloridos, cuyos dibujos se conservan en la biblioteca arzobispal de Toledo.
(Madoz, 1849, p. 472)

## Administración
| Periodo   | Nombre                                                          | Partido |
| --------- | --------------------------------------------------------------- | ------- |
| 1979-1983 | David del Castillo Zamora                                       | UCD     |
| 1983-1987 | Rafael Pérez Romojaro                                           | AP      |
| 1987-1991 | Rafael Pérez Romojaro                                           | PP      |
| 1991-1995 | Pedro Cabezas Ezquerra                                          | PSOE    |
| 1995-1999 | Pedro Cabezas Ezquerra                                          | PSOE    |
| 1999-2003 | Pedro Cabezas Ezquerra                                          | PSOE    |
| 2003-2007 | Pedro Cabezas Ezquerra                                          | PSOE    |
| 2007-2011 | Ángel Calvo Romojaro                                            | PP      |
| 2011-2015 | Ángel Calvo Romojaro                                            | PP      |
| 2015-2019 | Luis Vicente Arellano García Arcicóllar                         | PSOE    |
| 2019-2023 | Luis Vicente Arellano García Arcicóllar                         | PSOE    |
| 2023-act. | Sonia Casado de Pablos (2023) Vicente Romera Huerta (2023-act.) | PP      |

## Demografía
Cuenta con una población de 859 habitantes (INE 2024).
| Gráfica de evolución demográfica de Rielves entre 1842 y 2021                                                         |
| |
| Población de derecho según los censos de población del INE. Población de hecho según los censos de población del INE. |

| 493                       | 493 | 508 | 516 | 542 | 537 | 545 | 567 | 601 | 626 | 660 | 700 | 738 | 757 | 787 | 809 | 791 | 787 | 760 |
| (Fuente: INE [Consultar]) |     |     |     |     |     |     |     |     |     |     |     |     |     |     |     |     |     |     |

## Patrimonio

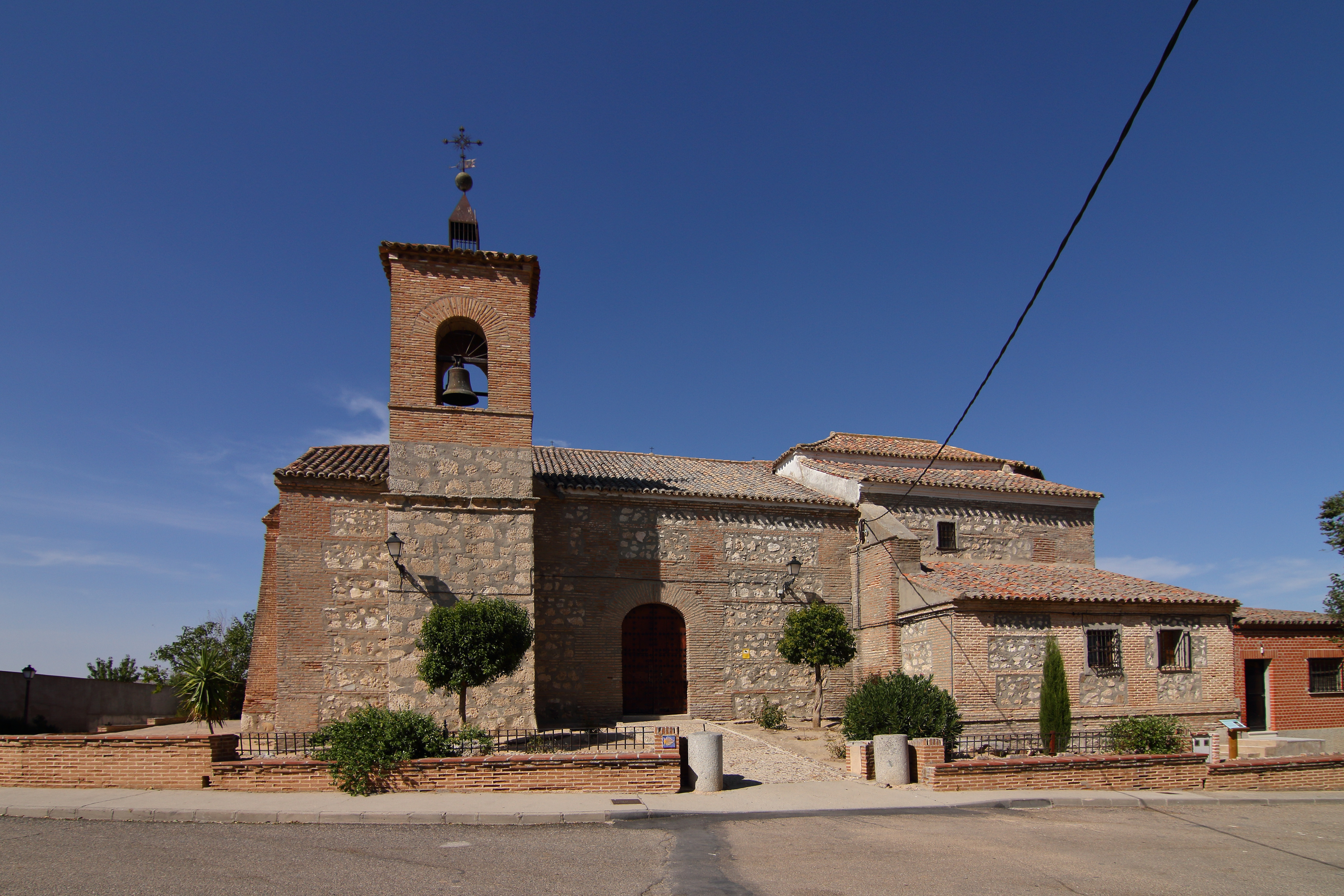
Iglesia de Santiago Apóstol

En la localidad se encuentra la iglesia parroquial de Santiago Apóstol.